# تالار نمایندگان ایالت دلاور

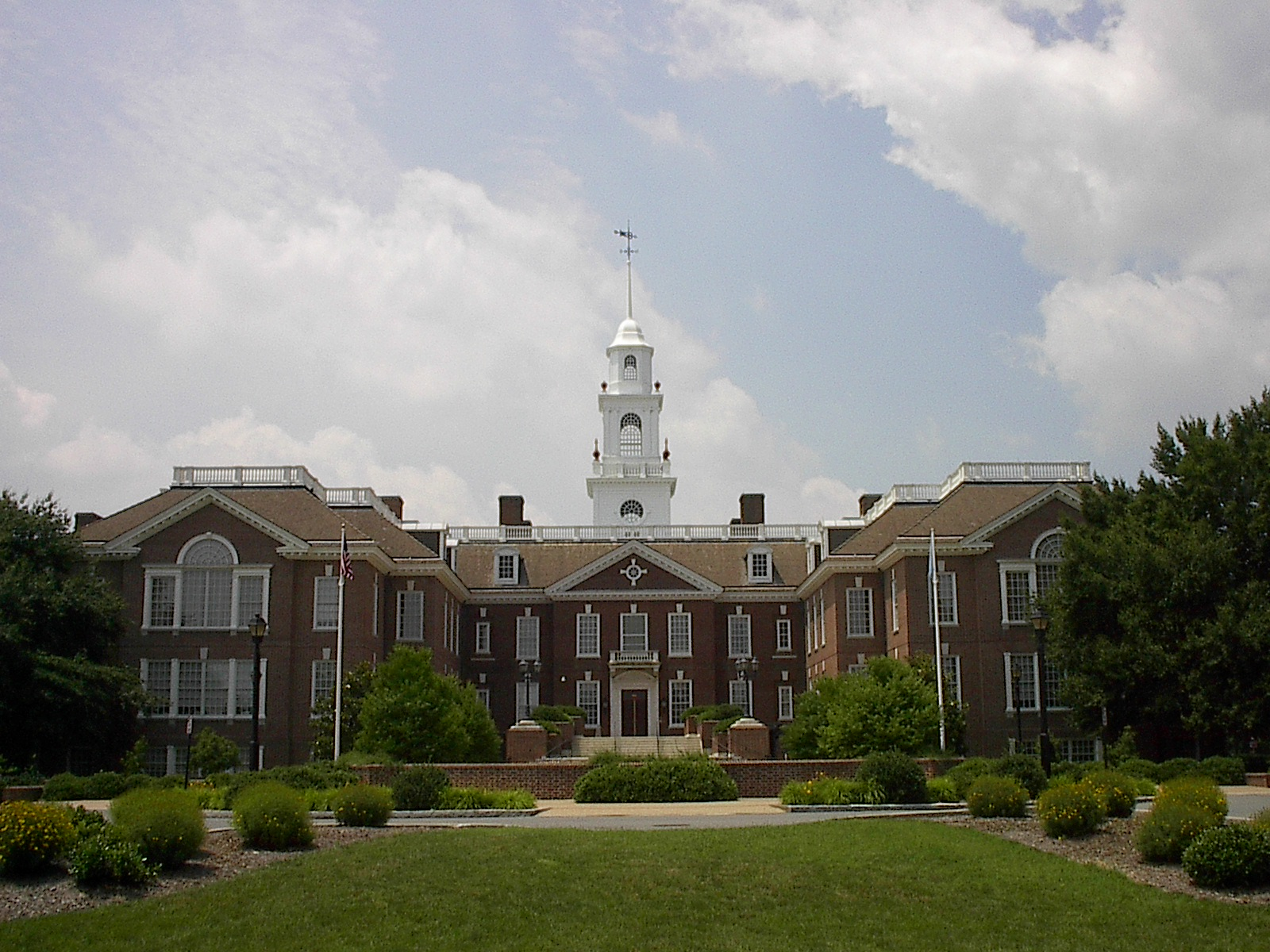

تالار نمایندگان دلاویر (Delaware Legislative Hall) بنایی است که شاخه مقننه دولت دلاویر در آن قرار دارد. 
بنای کنونی در سال ۱۷۸۷ ساخته گردید اما در ۱۹۳۳ به صورت کنونی ترمیم گردید. و در دوور قرار دارد.
این بنا هم خانه مجلس عوام است هم مجلس سنای ایالت.